# 2-й Бисеровский участок
2-й Бисеровский участок — посёлок в Богородском городском округе Московской области России, входит в состав городского поселения Электроугли.

## Население
| 2002 | 2006 | 2010 |
| ---- | ---- | ---- |
| 81   | ↘72  | ↘64  |

## География
Посёлок 2-й Бисеровский участок расположен на востоке Московской области, в юго-западной части Ногинского района, примерно в 19 км к востоку от Московской кольцевой автодороги и 21 км к юго-западу от центра города Ногинска.
В 2 км южнее посёлка проходят Носовихинское шоссе и пути Горьковского направления Московской железной дороги, в 4 км к востоку — Кудиновское шоссе Р109, в 5 км к северу — Горьковское шоссе М7. Ближайший населённый пункт — деревня Кролики.
В посёлке 3 улицы — Рабочая, Садовая и Центральная; приписано 16 садоводческих товариществ (СНТ).

## История
В 2006 году посёлок 2-й Бисеровский участок, административно-подчинённый городу Старая Купавна, вошёл в состав городского поселения Электроугли Ногинского муниципального района Московской области.